# Maserada sul Piave
Maserada sul Piave är en ort och kommun i provinsen Treviso i regionen Veneto i Italien. Kommunen hade 9 356 invånare (2018).